# Philippe de Dampierre
Philippe de Dampierre (vers 1263 - 1308) est le fils de Gui de Dampierre et de sa première épouse Mahaut de Béthune, par son mariage avec Mahaut de Courtenay, comte de Chieti et de Loreto.

## Biographie
Alors qu'il semble promis à une carrière ecclésiastique, il étudie à Paris et fait la connaissance de Charles d'Anjou, frère de Louis IX et nouveau roi de Sicile. Philippe le suit dans le sud de l'Italie et entre à son service. C'est là que, vers 1284, il rencontre et épouse Mahaut de Courtenay (1254-1303), fille de Raoul de Courtenay, comte de Chieti et de Loreto. 
En 1302, les armées françaises sont vaincues par la "piétaille flamande" à la bataille des éperons d'or. Durant l'année 1303 le sud de la Flandre et la frontière de l'Artois connaissent de nombreuses chevauchées et des coups de main meurtriers. Le roi de France constitue un trésor de guerre afin de disposer de vaisseaux et de troupes qui seraient en mesure d'assouvir sa vengeance. Apprenant cela, Philippe demande à rentrer chez lui. Il en reçoit l'autorisation de Charles d'Anjou, mais doit renoncer au comté de Chieti, fief de l'Anjou. Il est à peine rentré, que les 10 et 11 août 1304, dans les eaux du sud de la Hollande, la flotte royale, commandée par l'amiral Rainier Grimaldi, vainc celle des Flamands, à la bataille de Zierikzee. 
Philippe le Bel apprend la nouvelle alors qu'il se trouve déjà en Flandre. Il a quitté Arras le 29 juillet afin de rejoindre Tournai par le Hainaut, pour se rabattre ensuite en direction de Lille, son principal objectif. Philippe de Dampierre prend alors le commandement de l'armée flamande et se porte à la rencontre du roi de France, mais il est vaincu à la bataille de Mons-en-Pévèle. 
En mars 1305, Gui de Dampierre, alors âgé de plus de 80 ans, meurt en captivité à Compiègne. Robert III de Flandre, son fils aîné devient comte de Flandre, Philippe cède alors le commandement à son frère et retourne en Italie où il décède en novembre 1308. Il est inhumé à Naples.

### Sources
- (nl) Cet article est partiellement ou en totalité issu de l’article de Wikipédia en néerlandais intitulé « Filips van Chieti » (voir la liste des auteurs).
- Le spectateur militaire: Recueil de science, d'art et d'histoire militaire, vol. 11, 1855 (lire en ligne).